# MusicMatch Jukebox
MusicMatch Jukebox war ein Mediaplayer und Audioripper des US-amerikanischen Unternehmens MusicMatch für das Windows-Betriebssystem. Die Software entstand 1997.
Unter Windows war die MusicMatch-Jukebox zudem Grundvoraussetzung für die Synchronisation von iPod-Geräten der 1. und 2. Gerätegeneration des US-amerikanischen Unternehmens Apple. Mit der Veröffentlichung einer Windows-Variante der Audiosoftware iTunes im Jahre 2003 beendete Apple jedoch die Kooperation.
Die Grundversion war als Freeware erhältlich. Gegen Aufpreis – zum Beispiel mittels „Lifetime-Upgrade“ – konnte eine „Plus“-Version erworben werden, die erweiterte Funktionalitäten beinhaltete, beispielsweise die Unterstützung des Formats mp3PRO.
Das Unternehmen MusicMatch wurde 2004 vom US-amerikanischen Konzern Yahoo übernommen und ging im September 2007 vollständig in das Produkt Yahoo Music Jukebox über.